# 제20회 대한민국국제청소년영화제
제20회 대한민국국제청소년영화제는 2020년 11월 25일에 열린 시상식이다.

## 수상 및 후보

### 종합대상
- 합짝 - 정준아 수상

### 단체상 - 대상
- 멧돼지 잡기 - 이장원 수상
- 반장선생님 - 김동준 수상
- 아픈 사람 - 박주하 수상
- 아동급식 - 홍연이 수상

### 단체상 - 금상
- 굿타임 - 강동인 수상
- 타짱 - 이성욱 수상
- 스 위 치 - 박민우 수상
- 좀비 친구 - 슬기로운 초등생활 수상

### 단체상 - 은상
- 새장 - 윤대원 수상
- 하루살이 - 천강현 수상
- 당신의 이름으로 - 심제용 수상
- 하루 - 손완서 수상

### 단체상 - 동상
- 시간의 사이 - 문미진 외 1명 수상
- 하고싶습니다, 엉덩이 - 김수현 수상
- 너와 나의 시간 옐로우 - 김예원 외 1명 수상
- Happy School Day - 정가영 수상
- 삶은 감자 - 임금비 수상
- 도망자 - 김가은 수상
- 비빅 - 김민규 외 1명 수상
- 살사 맛 잡채 - 김연주 수상

### 단체상 - 장려상
- 바라밀 - 송수린 수상
- 여집합 - 이영웅 수상
- 피사체 - 하태민 수상
- 혜지 - 윤채은 수상
- 컴퓨터 인터넷 네트워크가 끊겼다 - 박도훈 수상
- 지각 - 김동주 수상
- 100번째 월요일 - 영화창작소 수상
- 갑자기 생긴 가게 - 이학현 외 2명 수상
- 졸업식 - 나수현 수상
- 욕잘해의 특별한 하루 - 조단영 수상
- 행복해요 - 김유나 외 1명 수상
- 연기를 위하여 - 김지민 외 1명 수상

### 최우수 감독상
- 새장 - 윤대원 수상

### 우수 감독상
- 합짝 - 정준아 수상

### 최우수 연기상
- 눈치돌기 - 이민구 수상
- 아픈사람 - 최별하 수상

### 우수 연기상
- 타짱 - 박재우 수상
- 하루살이 - 유시연 수상

### 최우수 조명상
- 새장 - 조성환 수상

### 우수 조명상
- 지각 - 전지호 외 1명 수상

### 최우수 기획상
- 반장선생님 - 김동준 수상

### 우수 기획상
- 하고싶습니다, 엉덩이 - 김수현 수상

### 최우수 편집상
- 새장 - 우희정 수상

### 우수 편집상
- 스 위 치 - 박민우 수상

### 최우수 촬영상
- 굿타임 - 윤걸 수상

### 우수 촬영상
- 하루살이 - 변주영 수상

### 최우수 음악상
- 너와 나의 시간 옐로우 - 홍재민 수상

### 우수 음악상
- 멧돼지 잡기 - 임한이 수상

### 최우수 각본상
- 삶은 감자 - 임금비 수상

### 우수 각본상
- 하루 - 손완서 수상

### 감사패
- 김호원 수상
- 남지수 수상
- 김문흠 수상
- 박민규 수상
- 윤성모 수상

### 지역청소년 특별상 1위
- 못다 핀 꽃 - 임태순 수상

### 지역청소년 특별상 2위
- 선한 악당 - 이유진 수상

### 지역청소년 특별상 3위
- 색안경 - 서동현 수상

### 네티즌상 - 금상
- 러브레터 - 염채원 수상

### 네티즌상 - 은상
- 백일몽 - 김유안 수상

### 네티즌상 - 동상
- 블라인드 - 이다은 수상

### 일반심사위원상 - 금상
- 새장 - 윤대원 수상

### 일반심사위원상 - 은상
- 나는 - 서예향 수상

### 일반심사위원상 - 동상
- 당신을 기다리는 시간 - 이주미 수상

### 공로상
- 박은형 수상
- 박경현 수상
- 강경욱 수상

### 초등부
- 행복해요 - 김유나 외 1명
- 욕잘해의 특별한 하루 - 조단영
- 3대뉴스 - 김예주
- 새 화장실의 비밀 - 윤주영
- 아픈사람 - 박주하
- 실종 - 정나무
- 연기를 위하여 - 김지민 외 1명
- 도망자 - 김가은
- 비빅 - 김민규 외 1명
- 좀비친구 - 슬기로운 초등생활 (적암초 비즈쿨콘텐츠 동아리)
- 엄마가 나? 내가 엄마? - 슬기로운 초등생활 (적암초 비즈쿨콘텐츠 동아리)
- 피구왕 - 슬기로운 초등생활 (적암초 비즈쿨콘텐츠 동아리)
- GAME PLAY - 슬기로운 초등생활 (적암초 비즈쿨콘텐츠 동아리)
- 지우개 왕 - 김승진
- 하루 - 손완서

### 중등부
- 스 위 치 - 박민우
- 100번째 월요일 - 영화창작소
- Happy School Day - 정가영
- 당신의 이름으로 - 심제용
- 꿈이 이뤄지는 것처럼 - 김선우
- 갑자기 생긴 가게(사물의 말/첫차/시계) - 이학현 외 2명
- 삶은 감자 - 임금비
- 돌아오다 - 박지우
- 게토파워 - 한인선
- 해피 스텝 - 김건우
- 골목길 - 신의지
- 졸업식 - 나수현
- 백일몽 - 김유안
- 선한 악당 - 이유진
- 반장선생님 - 김동준

### 고등부
- 포도알을 잡아라! - 박혜빈
- 드로잉 - 김도현
- 합짝 - 정준아
- 낙 - 양주연
- 슈퍼스타 - 이태양
- 방어가 몰려오는 저녁 - 문영길
- 러브레터 - 염채원
- 이사 - 김현민
- 십오세는되고청소년은안된다 - 윤지용
- 타짱 - 이성욱
- 혜지 - 윤채은
- 컴퓨터 인터넷 네트워크가 끊겼다 - 박도훈
- 추상화 - 황은빈
- 층간소음 - 조민우
- 사랑의 인사 - 김수종
- 유원지 - 진우혁
- 우린 X신이다 - 백종우
- 울타리를 넘은 작은 소녀의 손에는 나뭇가지가 있었다 - 한민지
- 잡티 - 김도예
- 내♥사랑은 영하입니다 - 김우진
- 블랙독 : Black dog - 김민정
- 오답 - 박유빈
- 블라인드 - 이다은
- 지주 - 김경범
- 한 살 차이 - 박성훈
- 완벽한 나의 시 - 이동건
- 클로즈업 - 김정우
- 멧돼지 잡기 - 이장원
- 인연 - 최호준
- 어스 - 손유선 외 2명
- 폰 - 박정훈
- 독감예방프로젝트 - 이수빈
- 흉터 - 최환준
- 하루살이 - 천강현
- 가족여행 - 이시우
- 푸른나비 - 강지훈
- 지각 - 김동주
- 하루 - 차수현
- 편지 - 오준기
- 고삼의 농사 - 김광운
- 실종 - 손우진
- 두 글자 - 한대희
- 하고싶습니다. 엉덩이 - 김수현
- MEAL - 류성환
- 정지(停止) - 허수민
- 절벽 위에 피는 꽃 - 박민
- 너와 나의 시간 옐로우 - 김예원 외 1명
- G-LOG - 황시온

### 대학부
- 나의 새라씨 - 김덕근
- 아동급식 - 홍연이
- 구출 - 한재원
- 질주 - 엄우섭
- 속 - 김선우
- 껍질과 알맹이(Le Zeste et Le Grain) - 강성준 외 1명
- 바라밀 - 송수린
- 스무살의 밤 - 김윤정
- 사마귀 - 임의준
- 이레이즈(ERASE) - 박지혜
- 찾아라 달팽이! - 김다윤
- 여집합 - 이영웅
- 피사체 - 하태민
- 당신을 기다리는 시간 - 이주미
- 오렌지 - 박채은
- 모래는 멈추지 않아 - 김승연
- 요코의 우주 - 윤형빈
- 방과후 - 이슬아
- 토마토의 정원 - 박형남
- 나는 - 서예향
- 내가 물에 잠겼을 때 - 이재빈
- 시간의 사이 - 문미진 외 1명
- 비상구 - 이형주
- 바림(The letter) - 김경
- 노란사과 - 김태경 외 1명
- 서울사람 - 김희지
- 만남의 시 - 임태희
- 미경 또는 - 조은빛
- 서툰 날 - 차은비
- 거꾸로 걸어도 땀은 아래로 흐른다 - 노인한
- 굼벵이 - 강의석
- 무해(茂亥, 無害) - 안초현
- 김병현 - 김병현
- 산책 - 김지수
- 눈치돌기 - 김현
- 경원(敬遠) - 박소영
- 박미숙 죽기로 결심하다. - 윤미영
- 전 부치러 왔습니다 - 장아람
- 너무 무겁지도 가볍지도 않게 - 조윤선
- 굿타임 - 강동인
- 살사 맛 잡채 - 김연주
- 털괴 - 김오지숙
- 미주의 게임 - 노풀잎
- 크림빵과 사이다 - 선고은
- 줄 넘기 - 성나연
- 새장 - 윤대원